# Gottfrid Rapp
Gottfrid Ebbe Rapp, född 18 augusti 2005, är en svensk fotbollsspelare som spelar för IF Elfsborg i Allsvenskan. 

## Klubblagskarriär
Gottfrid Rapp är född och uppvuxen i Svenljunga och började spela fotboll i moderklubben Svenljunga IK. Som 12-åring tog han klivet till IF Elfsborg. Efter att ha öst in mål i föreningens U17-lag 2022 – 24 mål på 26 matcher – skrev Rapp i april 2023 på sitt första A-lagskontrakt med IF Elfsborg.
Den 28 maj 2023 fick den 17-årige Rapp debutera i Allsvenskan, då han hoppade in i slutminuterna i 3-0-segern mot Malmö FF. Kort därpå fick han även göra sin startdebut för IF Elfsborg. I träningsmatchen mot Varbergs BoIS den 22 juni 2023 fanns Rapp med i startelvan. Han tackade för förtroendet genom att göra två av målen i 6-1-segern. I maj 2025 förlängde Rapp sitt kontrakt i klubben över säsongen 2029.

## Landslagskarriär
Gottfrid Rapp har representerat Sveriges U21-, U19- och U17-landslag.
Hans första framträdande i Blågult kom när P16-landslaget förlorade med 0-1 mot Danmark den 7 augusti 2021. Den efterföljande hösten och våren fick Rapp därefter speltid i tre av sex kvalmatcher när Sverige tog sig till U17-EM 2022. Han tog därefter plats i mästerskapstruppen och gjorde ett inhopp i 2-1-segern mot Danmark den 17 maj 2022. Trots att Sverige vann två av tre matcher åkte de ut i gruppspelet.
Våren 2023 debuterade Rapp i U19-landslaget, när han hoppade in i P18-landslagets 2-1 förlust mot Tjeckien den 22 mars 2023.